# Liste des batailles de la guerre d'indépendance des États-Unis
Cette liste comprend les batailles entre les indépendantistes, soutenus par la France et l'Espagne, contre les loyalistes et les troupes britanniques de 1775 à 1783. Les batailles coloniales et navales  en résultant sont également dans cette liste et les batailles importantes sont en gras.

## Batailles

### Batailles terrestres (sol américain)
| Bataille                         | Date(s)                   | Lieu                                   | Résultat                                                                                                 |
| -------------------------------- | ------------------------- | -------------------------------------- | --- |
| 1775                             |                           |                                        | |
| Bataille de Lexington et Concord | 19 avril                  | Comté de Middlesex, Massachusetts      | Victoire des insurgés sur les Britanniques. Début de la guerre d'indépendance.                           |
| Prise du Fort Ticonderoga        | 10 mai                    | Ticonderoga, État de New York          | Prise du fort par les Américains.                                                                        |
| Bataille de Bunker Hill          | 17 juin                   | Charlestown, Massachusetts             | Victoire à la Pyrrhus des Britanniques sur les insurgés.                                                 |
| 1776                             |                           |                                        | |
| Bataille de Long Island          | 27 - 30 août              | New York, État de New York             | Victoire importante des Britanniques sur les insurgés.                                                   |
| Bataille de Harlem Heights       | 16 septembre              | Manhattan (New York), État de New York | Victoire américaine sur les Britanniques.                                                                |
| Bataille de Trenton              | 26 décembre               | Trenton, New Jersey                    | Victoire insurgée sur les mercenaires de Hesse. Prise de la ville.                                       |
| 1777                             |                           |                                        | |
| Bataille de Princeton            | 3 janvier                 | Princetown, New Jersey                 | Victoire américaine sur les Britanniques.                                                                |
| Bataille de Brandywine           | 11 septembre              | Chadd's Ford, Pennsylvanie             | Victoire britannique sur les Américains.                                                                 |
| Bataille de Saratoga             | 19 septembre              | Saratoga, État de New York             | Victoire américaine décisive sur les Britanniques de New York. Fin de la Campagne de Saratoga.           |
| Bataille de Paoli                | 20 septembre              | Malvern, Pennsylvanie                  | Victoire des Britanniques sur les Américains.                                                            |
| Bataille de Germantown           | 4 octobre                 | Philadelphie, Pennsylvanie             | Victoire britannique sur les insurgés.                                                                   |
| Bataille de Red Bank             | 22 octobre                | New Jersey                             | Victoire américaine sur les mercenaires de Hesse.                                                        |
| Bataille de Gloucester           | 25 novembre               | Gloucester, Massachusetts              | Victoire américaine sur des mercenaires de Hesse.                                                        |
| Bataille de White Marsh          | 5 - 8 décembre            | White Marsh, Pennsylvanie              | Victoire américaine sur l'armée britannique aidée de mercenaires de Hesse.                               |
| 1778                             |                           |                                        | |
| Bataille de Monmouth             | 28 juin                   | New Jersey                             | Victoire américaine sur les Britanniques.                                                                |
| 1779                             |                           |                                        | |
| Prise de Fort Bute               | 7 septembre               | Manchac, Louisiane                     | Victoire espagnole sur les Britanniques. Début de l'intervention espagnole au côté des indépendantistes. |
| Bataille de Bâton-Rouge          | 20 septembre              | Bâton-Rouge, Louisiane                 | Victoire espagnole sur les Britanniques.                                                                 |
| Siège de Savannah                | septembre - octobre       | Savannah, Géorgie                      | Victoire britannique sur les Américains, la Géorgie reste sous contrôle britannique jusqu'en 1782.       |
| 1780                             |                           |                                        | |
| Bataille de Fort Charlotte       | février - mars            | Mobile, Alabama                        | Victoire espagnole sur les Britanniques. Prise du fort.                                                  |
| Bataille de Camden               | 16 août                   | Camden, Caroline du Sud                | Importante victoire britannique sur les Américains.                                                      |
| Bataille de King's Mountain      | 7 octobre                 | Blacksburg, Caroline du Sud            | Victoire américaine sur les Britanniques.                                                                |
| 1781                             |                           |                                        | |
| Bataille de Cowpens              | 17 janvier                | Cowpens, Caroline du Sud               | Victoire américaine sur les Britanniques.                                                                |
| Bataille de Guilford Court House | 15 mars                   | Greensboro, Caroline du Nord           | Victoire britannique sur les Américains.                                                                 |
| Bataille de Pensacola            | 9 mai                     | Pensacola, Floride                     | Victoire espagnole décisive sur les Britanniques.                                                        |
| Bataille de Yorktown             | 28 septembre - 19 octobre | Yorktown, Virginie                     | Victoire franco-américaine décisive. Capitulation britannique.                                           |
| 1782                             |                           |                                        | |
| Expédition Crawford              | mai - juin                | Ohio                                   | Victoire des Britanniques et de leurs alliés indiens contre les Américains..                             |

### Batailles navales
| Bataille                          | Date(s)     | Lieu                           | Résultat                                 |
| --------------------------------- | ----------- | ------------------------------ | ---------------------------------------- |
| 1781                              |             |                                |                                          |
| Bataille de la baie de Chesapeake | 5 septembre | Baie de Chesapeake, États-Unis | Victoire française stratégique décisive. |

### Batailles terrestres et navales (sol canadien)
| Bataille                       | Date(s)          | Lieu           | Résultat                                                                   |
| ------------------------------ | ---------------- | -------------- | -------------------------------------------------------------------------- |
| 1775                           |                  |                |                                                                            |
| Bataille de Québec             | 30 - 31 décembre | Québec, Canada | Victoire britannique décisive. Échec des Américains à conquérir le Canada. |
| 1782                           |                  |                |                                                                            |
| Expédition de la baie d'Hudson | 1782             | Baie d'Hudson  | Victoire française. Prises et destructions de 2 forts anglais.             |

## Massacre
| Massacre                 | Date(s) | Lieu                       | Victimes                                                  |
| ------------------------ | ------- | -------------------------- | --------------------------------------------------------- |
| 1782                     |         |                            |                                                           |
| Massacre de Gnadenhütten | 8 mars  | Gnadenhütten, Pennsylvanie | 98 civils indiens massacrés par des miliciens américains. |

## Liens